# Басмасово
Басма́сово — село в Парабельском районе Томской области России. Входит в состав Новосельцевского сельского поселения.

## География
Село находится в центральной части Томской области, на 1345 км правого берега Басмасовской протоки – правой старицы реки Оби, на расстоянии примерно 31 километра (по прямой) к востоку-юго-востоку (ESE) от села Парабель, административного центра района. Абсолютная высота — 56 метров над уровнем моря.
Климат
Климат характеризуется как континентальный, с тёплым коротким лесом и морозной и продолжительной зимой. Средняя температура воздуха самого тёплого месяца (июля) составляет 20-22 °C. Абсолютный максимум температуры воздуха — 34-35 °C. Абсолютный минимум — −54 °C. Среднегодовое количество атмосферных осадков составляет 500 мм.
Часовой пояс
Село Басмасово, как и вся Томская область, находится в часовой зоне МСК+4. Смещение применяемого времени относительно UTC составляет +7:00.

## История
Исторический населённый пункт южных селькупов (группа чумэлкуп). Коренные селькупские фамилии: Чембылеевы, Щекины, Колбины. Поселение относилось к Ларпицкой инородческой волости.
В южноселькупском ареале выделяются отдельные поселения и сгустки поселений, где в разные годы происходила концентрация селькупского населения (особенно значительная в середине XIX в.), один из таких сгустков на нижней Оби — это юрты Мумышевы — Невальцевы — Басмасовы — Сагандуковы. По данным переписи 1859 г. в каждом из этих посёлков население было в пределах 100–150 человек. До 1930-х гг., т.е. до массовой ссылки в Нарымский край и массовых русско-селькупских брачных предпочтений, выделенные посёлки-юрты реально были местом концентрации селькупской этничности, куда стремились вернуться после многолетних миграционных передвижений по просторам Нарымского края те, кто в них родился.
В Басмасово некоторое время проживала Тагаева Мария Назаровна (1924–1999) — носитель нарымского диалекта южноселькупского языка, информант лингвистов и этнографов.

### Археология
Басмасовский могильник. На берегу старицы Оби в районе Басмасова, в 5 км от устья, есть заимка. Когда здесь копали ямы для столбов, то находили по несколько человеческих черепов и костей на площади в 1/2 га. Рассказывают, что это — старинное остяцкое кладбище, но уже в середине XX века вблизи могильника не было жилищ остяков, они оставались в Мумышевой (Кычибл-эт), немного ниже Невальцевой (Невальгынак).

## Население
В 1897 г. было 6 хозяйств — 14 человек селькупов и 14 русских жителей. В 1911 г.: 20 хозяйств — 19 селькупов и 98 русских.

По данным 1926 года в деревне имелось 49 хозяйств и проживало 266 человек (в основном — русские). Функционировали школа I ступени и лавка общества потребителей. В административном отношении являлась центром Басмасовского сельсовета Парабельского района Томского округа Сибирского края.
| 1920 | 1939 | 1952 | 1959 | 1970 | 1977 | 1979 |
| ---- | ---- | ---- | ---- | ---- | ---- | ---- |
| 117  | ↗298 | ↘207 | ↘198 | ↘149 | ↘139 | ↘124 |
| 1989 | 2002 | 2010 | 2012 | 2013 | 2014 | 2015 |
| ↘73  | ↘22  | ↘9   | ↗12  | ↘6   | ↗7   | →7   |
| 2021 |      |      |      |      |      |      |
| ↘1   |      |      |      |      |      |      |

Половой состав
По данным Всероссийской переписи населения 2010 года в гендерной структуре населения мужчины составляли 77,8 %, женщины — соответственно 23,2 %.
Национальный состав
Согласно результатам переписи 2002 года, в национальной структуре населения русские составляли 91 %.

## Транспорт
Связь с населённым пунктом осуществляется посредством речного транспорта.

## Улицы
Уличная сеть села состоит из одной улицы (ул. Береговая).